# Andrena rugosa
Andrena rugosa är en biart som beskrevs av Robertson 1891. Andrena rugosa ingår i släktet sandbin, och familjen grävbin. Inga underarter finns listade i Catalogue of Life.